# Yagtön Sanggye Pel
| Tibetische Bezeichnung                             |
| -------------------------------------------------- |
| Wylie-Transliteration: g.yag ston sangs rgyas dpal |
| Chinesische Bezeichnung                            |
| Vereinfacht: 雅楚•桑杰白                           |
| Pinyin:Yachu Sangjie Bai                           |

Yagtön Sanggye Pel (tib. g.yag ston sangs rgyas dpal; geb. ca. 1348/50 (?); gest. 1414) war ein Geistlicher der exoterischen Richtung der Sakya-Schule des tibetischen Buddhismus. Sein Hauptschüler war Rongtön Shecha Kunrig (rong ston shes bya kun rig).

## Werke
Sanggye Pel ist Autor des Yagtik (mit vollem Titel: g.yag tik rigs pa'i 'od stong 'phro ba), eines Kommentares zu Sakya Panditas Tsema Rigter („Der Schatz der Logik des Richtigen Erkennens“; tib. tshad ma rigs gter).
Er verfasste auch einen berühmten achtbändigen Kommentar zum Abhisamayālaṃkāra mit dem tibetischen Titel mngon rtogs rgyan 'grel pa rin chen bsam 'phel dbang rgyal.